# فيلشانا (تشيركاسكا)
فيلشانا (Вільшана) هي مدينة في مقاطعة تشيركاسكا في أوكرانيا.
يبلغ عدد سكانها حوالي 2800 نسمة.